# 삼성 B5722
삼성 B5722(Samsung B5722)는 삼성전자가 2011년에 출시한 휴대 전화이다.